# Pcim

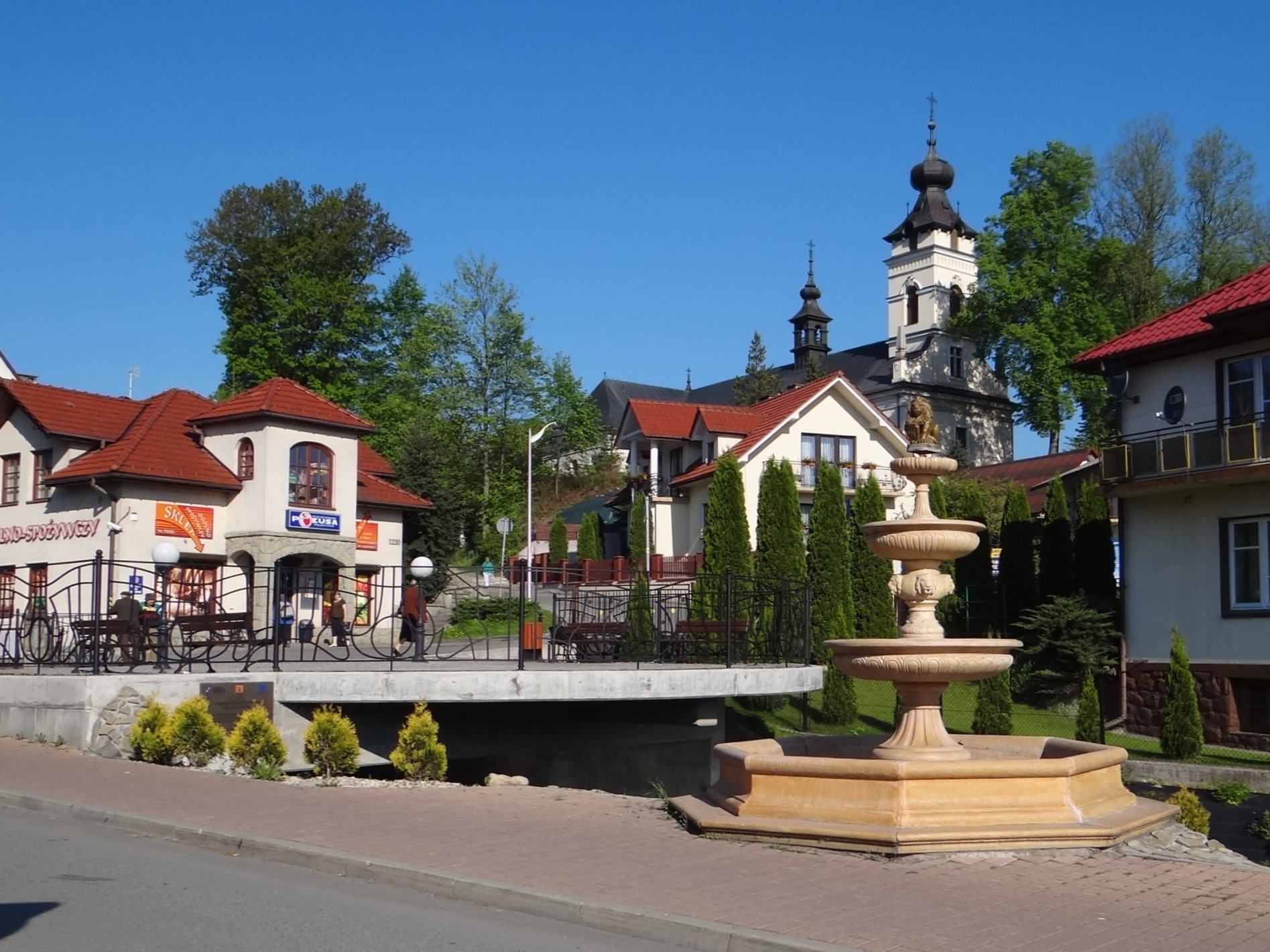
Centrum w Pcimiu

Pcim – wieś w Polsce, położona w województwie małopolskim, w powiecie myślenickim, w gminie Pcim. Siedziba gminy Pcim. Wieś podzielona jest na trzy sołectwa: Pcim Centrum, Pcim-Krzywica i Pcim-Sucha.
Przez Pcim przechodzi Zakopianka (droga krajowa nr 7, fragment międzynarodowej trasy E77 i drogi ekspresowej S7). W miejscowości znajduje się zjazd w kierunku Jordanowa.
Integralne części wsi Pcim: Bania, Bryle, Chabiedy, Chałupniki, Druzgały, Dyrdy, Dziadki, Działy, Folusznikówka, Gancarzówka, Godawówka, Górzany, Gracze, Gromkówka, Hajdamaki, Jędrzejaki,  Kocury, Kolbiarze, Kolbówka, Kołki, Korzeniowscy, Kotoń, Kozakówka, Koźmice, Krawcy, Krzywice, Kubice, Kuce, Kucharze, Kudłacze, Kumosiówka, Leksandrówka, Łopaty, Łysina, Łyżniaki, Madoń, Mała Sucha, Małe Ulmany, Marchówka, Marszałkówka, Mastele, Mizerówka, Obajtki, Olejarze, Ornatówka, Pabiski, Pieruniaki, Piszczki, Podłaty, Podoły, Raźniaki, Rejestówka, Rogi, Solawy, Spórny, Sragówka, Strączkowa, Szewcówka, Średnia Sucha, Świątki, Tuptówka, Uchacze, Wielka Sucha, Wielkie Ulmany, Wincanty, Zagroda, Zarębek Plebański, Zięby.

## Historia
Pierwszych osadników sprowadził na początku XIII w. Leszek Biały. W 1338 r. Kazimierz Wielki ustanowił parafię św. Mikołaja i wzniósł drewniany kościół. Akt lokacyjny wsi pochodzi z 1351 r., wieś była lokowana „na surowym korzeniu” przez czeskiego rycerza Nadana (stąd pierwotna nazwa: Nadanowa Wola), któremu król Kazimierz Wielki ofiarował obszar leśny o powierzchni około 100 łanów celem kolonizacji. Według przekazów ludowych we wsi osiedlali się chętnie jeńcy tatarscy i zbójnicy, którzy wrócili na drogę prawa. Według spisu z 1629 w Pcimiu istniały 2 młyny, tartak i folusz. Do sołectwa pcimskiego należała w połowie XIV w. łąka Lubień, na której powstała później wieś o tej samej nazwie.
Wieś królewska Pcim położona była w drugiej połowie XVI wieku w powiecie szczyrzyckim województwa krakowskiego. Wchodziła w skład klucza myślenickiego, stanowiącego uposażenie kasztelanów krakowskich.
W XVII wieku Pcim był żywym ośrodkiem ruchu ariańskiego. W 1651 r. w czasie powstania Kostki-Napierskiego działał w Pcimiu Marcin Radocki, nauczyciel i organista, który za udział w powstaniu i współpracę z Kostką-Napierskim został stracony w Krakowie 11 lipca 1651 r. W 1687 r. w czasie rekwizycji bydła doszło do konfliktu pomiędzy chłopami a kasztelanem Warszyckim, który wysłał przeciw nim oddział wojska. Chłopi stawili czynny opór, ich przywódcą był mieszkaniec Pcimia Piotr Ornatek.
W 1939 r. w walkach obronnych o Pcim wzięła udział 10 Brygada Kawalerii płk. Stanisława Maczka. W czasie okupacji działały oddziały Armii Krajowej.
W 1953 r. w budynku dawnego dworu powstał zakład produkcyjny Polskiego Związku Głuchych. W centrum Pcimia przy szosie Kraków – Zakopane istniała od XIX w. znana karczma „U Druzgały” (później „Chata Sasa”). W Pcimiu rozgrywa się akcja sztuki ludowej „Zrękowiny u Druzgały” Jana Szczęsnego-Płatkowskiego (ps. „Pobratymiec”), ukazująca obyczaje pcimskich górali Kliszczaków.
Miejscowość ucierpiała podczas powodzi w 2010 r.
Urodził się tu Michał Róg, polski działacz ludowy, wicemarszałek Sejmu.
W latach 1954–1972 wieś była siedzibą gromady Pcim. W latach 1975–1998 wieś administracyjnie należała do województwa krakowskiego.

## Sport
We wsi działa Klub Sportowy Pcimianka Pcim, który powstał w 1969, a także Akademia Małego Sportowca, która działa od 2015 roku.

## Nawiązania w popkulturze
Pcim kojarzy się w kulturze masowej z małą miejscowością, gdzieś na końcu świata. W mowie potocznej, anegdotach i żartach, bardzo często funkcjonuje jako Pcim Dolny, choć  w Polsce nie ma miejscowości o takiej nazwie. Wieś kojarzona jest z zaściankiem i zacofaniem. 
W połowie lutego 2008 r. nazwa wsi została użyta w reklamie banku BZ WBK, w której zagrał aktor John Cleese, członek grupy Monty Pythona. Wypowiedział w niej m.in. zdanie: „My aunt from Pcim" (pol. „Moja ciocia pochodzi z Pcimia"), co spowodowało, że wielu ludzi zaczęło wierzyć w jego polskie pochodzenie. Sam aktor musiał to wielokrotnie dementować i wyjaśniać, że nazwa wsi została użyta wyłącznie z tego powodu, że spodobało mu się jej brzmienie. Reklama ta stała się symbolem tego, że nie należy wstydzić się swoich korzeni i miejsca, z którego się pochodzi, choćby była to mała wieś lub miasteczko.
W 2021 r. XXVI. Festiwal Kabaretu w Koszalinie odbywał się pod hasłem „Stacja Pcim". Na scenie w humorystyczny sposób zostały  przedstawione historie różnych fikcyjnych postaci, które postanowiły wyrwać się z przysłowiowej zacofanej miejscowości, aby wyruszyć w Polskę i odmienić swoje nudne, szare życie. Całość akcji rozgrywała się przy stacji kolejowej w Pcimiu, wokół której przewinęło się wiele osób, m.in. politycy, wójt, ksiądz, policjant, małżeństwo Mariana i Heli oraz szereg osób wywodzących się z wioski, w tym także lokalni menele, którzy całe dnie przesiadują na stacji pijąc alkohol lub śpiąc na umieszczonych przy peronie ławeczkach. Program był premierowo transmitowany 31 lipca na antenie Polsatu. W koszalińskim amfiteatrze wystąpiły takie kabarety, jak: Kabaret Neo-Nówka, Kabaret Młodych Panów, Kabaret Smile, Kabaret Skeczów Męczących, Kabaret Jurki, Kabaret Rak, Kabaret Chyba i gospodarze - Kabaret Koń Polski.

## Turystyka
Pcim jest punktem wyjściowym w Beskid Makowski:
 Maków Podhalański – Stańkowa – Koskowa Góra – Parszywka – Przełęcz Dział – Groń – Pcim – Działek
 Pcim – Schronisko PTTK na Kudłaczach – Łysina